# Plexus veineux vertébraux internes
Les plexus veineux vertébraux internes (ou plexus veineux intrarachidiens) sont les plexus occupant le canal vertébral dans l'espace sous-arachnoïdien et reçoivent des affluents des os et de la moelle épinière.

## Plexus antérieur et postérieur
Ils forment un réseau plus étroit que les plexus externes et s'étendent principalement verticalement. Ils forment quatre veines longitudinales : deux en avant et deux en arrière, et peuvent être divisés en groupes antérieurs et postérieurs.
- Les plexus internes antérieurs sont constitués de grandes veines qui se trouvent sur les surfaces postérieures des corps vertébraux et des disques intervertébraux, entre les ligaments longitudinaux postérieurs. Sous ce ligament, ils sont reliés par des branches transversales dans lesquelles s'ouvrent les veines basivertébrales.
- Les plexus internes postérieurs sont placés de chaque côté de la ligne médiane devant les arcs vertébraux et le ligament jaune, et s'anastomosent avec les plexus externes postérieurs grâce à des veines traversant ces ligaments.

Les plexus antérieur et postérieur communiquent par une série d'anneaux veineux (retia venosa vertebrarum), un en face de chaque vertèbre.

## Rapports
Autour du foramen magnum, ils forment un réseau complexe qui s'ouvre dans les veines vertébrales et qui est connecté au-dessus avec le sinus occipital, le plexus basilaire, la veine émissaire condyloïde et le rete canalis hypoglossi.
Ils s'anastomosent par le plexus des foramens intervertébraux avec les veines vertébrales, puis intercostales, lombales et sacrales, pour se jeter dans les plexus veineux vertébraux externes et d'autres veines voisines.

## Image supplémentaire

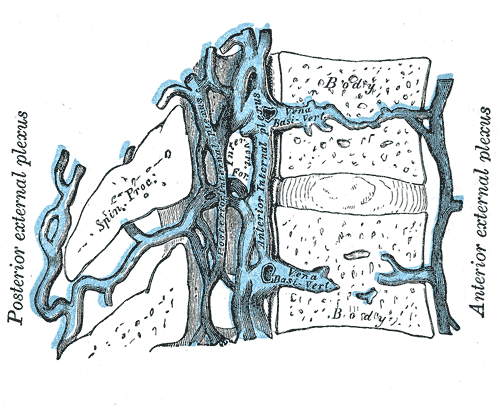
Section sagittale de deux vertèbres thoraciques, montrant les plexus veineux vertébraux au centre.